# Списак цртаних филмова о Тому и Џерију
Ово је комплетан списак свих од 161 цртаног филма из МГМ-ове серије цртаћа Том и Џери, произведених и премијерно емитованих од 1940. године до 1967. године.

## Списак
Следи хронолошки списак 114 цртаних филмова који су режирали Џозеф Барбера и Вилијам Хана за Метро-Голдвин-Мајер (МГМ) (1940 – 1958).

### 1940
- 1.  (Маца је добила отказ)

### 1941
- 2.  (Поноћна ужина)
- 3.  (Ноћ пред Божић)

### 1942
- 4.  (Плашљива маца)
- 5.  (Проблеми са псом)
- 6.  (Цице и маце)
- 7.  (Мачак у куглани)
- 8.  (Пернати пријатељ)

### 1943
- 9.  (Муче ме мачке)
- 10.  (Усамљени миш)
- 11.  (Јенки дудл миш)
- 12.  (Беба маца)

### 1944
- 13.  (Мачак даса)
- 14.  (Мачак од милион долара)
- 15.  (Телохранитељ)
- 16.  (Везивање пса)
- 17.  (Проблеми са мишем)

### 1945
- 18.  (Миш долази на вечеру)
- 19.  (Миш на Менхетну)
- 20.  (Чај за двоје)
- 21.  (Птица заводница)
- 22.  (Тишина молим!)

### 1946
- 23.  (Пролеће за Томаса)
- 24.  (Млечна путања)
- 25.  (Замке)
- 26.  (Права серенада)

### 1947
- 27.  (Мачка на пецању)
- 28.  (Краткотрајни пријатељ)
- 29.  (Мачји концерт)
- 30.  (Др Џекил и гдин Миш)
- 31.  (Слановодна трба)
- 32.  (Миш у кући)
- 33.  (Невидљиви миш)

### 1948
- 34.  (Преварена маца)
- 35.  (Истина боли)
- 36.  (Стари Том у столици за љуљање)
- 37.  (Професор Том)
- 38.  (Мишје чишћење)

### 1949
- 39.  (Мачје богиње)
- 40.  (Мало сироче)
- 41.  (Излежите своје невоље)
- 42.  (Небески мачак)
- 43.  (Мачак и Мишриба)
- 44.  (Волим то куче)
- 45.  (Џеријев дневник)
- 46.  (Тениске смицалице)

### 1950
- 47.  (Мали Квачко)
- 48.  (Мачак суботње вечери)
- 49.  (Тексас Том)
- 50.  (Џери и лав)
- 51.  (Сигурност на другом месту)
- 52.  (Том и Џери у Холивуд боулу)
- 53.  (Насамарени мачак)
- 54.  (Мачак на билијару)

### 1951
- 55.  (Мачак Казанова)
- 56.  (Џери и златна рибица)
- 57.  (Џеријев рођак)
- 58.  (Поспани Том)
- 59.  (Његов миш Петко)
- 60.  (Налицкано куче)
- 61.  (Нит Вити Кити)
- 62.  (Мачја дремка)

### 1952
- 63.  (Летећи мачак)
- 64.  (Доктор за патке)
- 65.  (Два мишкетара)
- 66.  (Смитен Китен)
- 67.  (Трострука невоља)
- 68.  (Мали бежач)
- 69.  (Одговара за везивање)
- 70.  (Притисни-дугме Маца)
- 71.  (Мачак морепловац)
- 72.  (Кућица за псе)

### 1953
- 73.  (Изгубљени миш)
- 74.  (Џери и Џамбо)
- 75.  (Јохан миш)
- 76.  (То је мој пас!)
- 77.  (Само срећа)
- 78.  (Два мала индијанца)
- 79.  (Живот са Томом)

### 1954
- 80.  (Реп пса)
- 81.  (Поза мачка)
- 82.  (Штуц пас)
- 83.  (Мали школски миш)
- 84.  (Беба буч)
- 85.  (Миш Фолис)
- 86.  (Наполитански миш)
- 87.  (Тужан патак)
- 88.  (Љубимац Пив) (у стандардном и СинемаСкоуп формату)
- 89.  (Туше, Цица мацо!) (у стандардном и СинемаСкоуп формату)

### 1955
- 90.  (Јужна патка) (у стандардном и СинемаСкоуп формату)
- 91.  (Пас на пикнику) (у стандардном и СинемаСкоуп формату)
- 92.  (Миш на продају)
- 93.  (Џери дизајн)
- 94.  (Том и Шери) (у СинемаСкоуп формату)
- 95.  (Мачак паметњаковић)
- 96.  (Пекос Пест)
- 97.  (То је моја мама) (у СинемаСкоуп формату)

### 1956
(Сви цртаћи у СинемаСкоупу)
- 98.
- 99.  (СинемаСкоуп римеј цртаћа Излегните своје бриге)
- 100.  (Заузети пријатељи)
- 101.  (Мишићасти Том на плажи)
- 102.  (Играјући медвед)
- 103.  (Плави мачји блуз)
- 104.  (Роштиљ) (Перспекта стерео)

### 1957
(Сви Цртаћи у СинемаСкоупу и Перспекта стереу)
- 105.  (Врхови са пуковима) (СинемаСкоуп римејк цртаћа Волим тог пса)
- 106.  (Тимид Теби)
- 107.  (Хранећи клинца) (СинемаСкоуп римејк цртаћа Мало сироче)
- 108.  (Мачо Миш)
- 109.  (Томов фото-финиш)

### 1958
(Сви цртаћи у СинемаСкоупу и Перспекта стереу)
- 110.  (Срећан патак)
- 111.  (Краљевско мачје спавање)
- 112.  (Нестајућа патка)
- 113.  (Робин Худвинкт)
- 114.  (Посматрачи бебе)

## Режисер Џин Дејч за Рембрант Филм (1961 – 1962) - 13 цртаних филмова

### 1961
- 115.  (Замењена мачка)
- 116.  (Доле и излази)
- 117.  (Грчки је М-јао-чати)

### 1962
- 118.  (Висока цена)
- 119.  (Миш у свемиру)
- 120.  (Авионска писта)
- 121.  (Калипсо Мачак)
- 122.  (Дики Мо)
- 123.  (Том и Џери цртаћ паковање)
- 124.  (Високо у замци)
- 125.  (Извини Сафари)
- 126.  (Пријатељи гушћи од воде)
- 127.  (Кармен добија)

## Режирао Чак Џоунс за Сиб Тауер 12 / МГМ анимација и визуелне уметности (1963 – 1967) - 34 цртана филма

### 1963
- 128.  (Пент Кућни Миш)

### 1964
- 129.  (Мачак горе и миш доле)
- 130.  (Има ли доктора у мишу)
- 131.  (Много расправе о миширању)
- 132.  (Снегико ме не воли)
- 133.  (Несмањујући Џери миш)
- 134.  (Ах-слатка Мишија-приича о животу)

### 1965
- 135.  (Томична енергија)
- 136.  (Лош дан у Кет Року)
- 137.  (Браћо носите Миша)
- 138.  (Уклети миш)
- 139.  (Просто сам луд за Џеријем)
- 140.  (Љубимачка везивност)
- 141.  (Година миша)
- 142.  (Мачке М-јао-чу!)

### 1966
- 143.  (Двобојско понашање)
- 144. Џери, Џери, баш контрери
- 145. Џери-Го-Раунд
- 146. Воли Ме, Воли мог миша
- 147. Мачке и Бродови
- 148. Филет Мјау
- 149. Матини миш (Редитељ Том Реј)
- 150. Том-Инабл-Снешко Белић
- 151.  (Маца окружена)

### 1967
- 152.  (Мачак и Дупли-мачак)
- 153.  (О-Солар-Мјау)
- 154.  (Навођени Мишил)
- 155.  (Рок и Миш)
- 156.  (Канаринац)
- 157.  (Миш из Г. Л. А. Д. и)
- 158.  (Сурфујући мачак)
- 159.  (Редитељ Том Реј)
- 160.  (Развиј се и постани механизован)
- 161.  (Уједена шанса за сањање)